# Milaor
Milaor es un municipio filipino de tercera clase, perteneciente a la provincia de Camarines Sur, en la región de Bicolandia.

## Historia
Hacia mediados del siglo XIX, el lugar tenía contabilizada una población de 3890 habitantes, repartidos en 1038 casas. Aparece descrito en el segundo volumen del Diccionario geográfico, estadístico, histórico de las Islas Filipinas (1851) de Manuel Buzeta Núñez y Felipe Bravo con las siguientes palabras:

MILAOR: pueblo con cura y gobernadorcillo, en la isla de Luzon, prov. de Camarines-Sur, dióc. de Nueva-Cáceres; sit. en los 126° 51' 30" long., 13° 31' 10" lat., á la orilla del r. Vicol, en terreno llano, y clima templado y saludable. Tiene unas 1,038 casas, enter las que se cuenta la parroquial y la de comunidad ó de justicia donde está la cárcel. Hay una igl. parr. de buena fábrica servida por un cura regular, y de los fondos de comunidad se paga al maestro de la escuela de instruccion primaria que tambien hay en el pueblo. Comunícase este con sus inmediatos por medio de caminos regulares y recibe de la cab. de la prov. el correo en dias indeterminados. Confina el term. por N. con el de Pamplona; por E. con el de la visita de San José; por O. con San Fernando y por S. E. con Minalabag. El terreno es llano por muchas de sus partes y montuoso por las otras, en las cuales se crian maderas de diferentes clases y caza mayor y menor: en las tierras de labor las prod. son arroz, maiz, abacá, cacao, algodon, añil, legumbres y frutas; siendo la agricultura su principal ind. pobl. 3,890 alm., 851 ½ trib., que hacen 8,515 rs. plata, equivalentes á 21,287 ½ rs. vn.
(Buzeta y Bravo, 1851, p. 327)

En 2020, tenía censados 33 963 habitantes.